# Goniolithon
Goniolithon Foslie, 1898  é o nome botânico  de um gênero de algas vermelhas pluricelulares da família Corallinaceae, subfamília Corallinaceae.

## Espécies
Atualmente apresenta 4 espécies taxonomicamente válidas:
- Goniolithon alternans (M. Lemoine) Setchell & Mason, 1943
- Goniolithon decutescens (Heydrich) Foslie ex M.A. Howe in Britton, 1918
- Goniolithon hariotii Foslie, 1907
- Goniolithon versabile Foslie